# 545 Messalina
Messalina (asteroide 545) é um asteroide da cintura principal com um diâmetro de 111,29 quilómetros, a 2,6614932 UA. Possui uma excentricidade de 0,1688052 e um período orbital de 2 092,79 dias (5,73 anos).
Messalina tem uma velocidade orbital média de 16,64491102 km/s e uma inclinação de 11,1237º.
Esse asteroide foi descoberto em 3 de Outubro de 1904 por Paul Götz.